# Behkadeh Rādschi

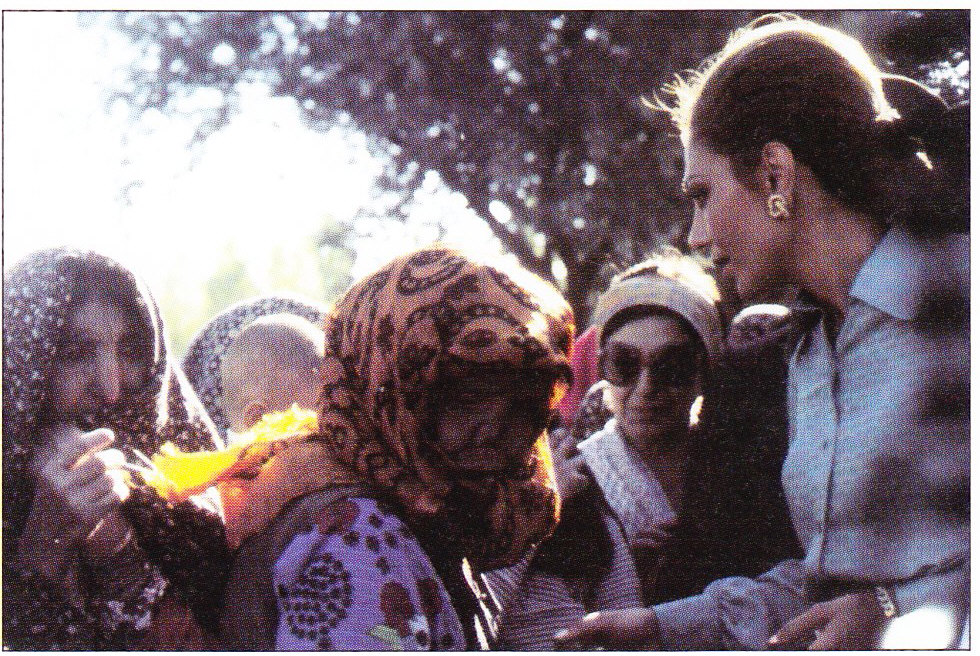
Farah Pahlavi besucht Leprakranke in Baba Baghi (Ostaserbaidschan)

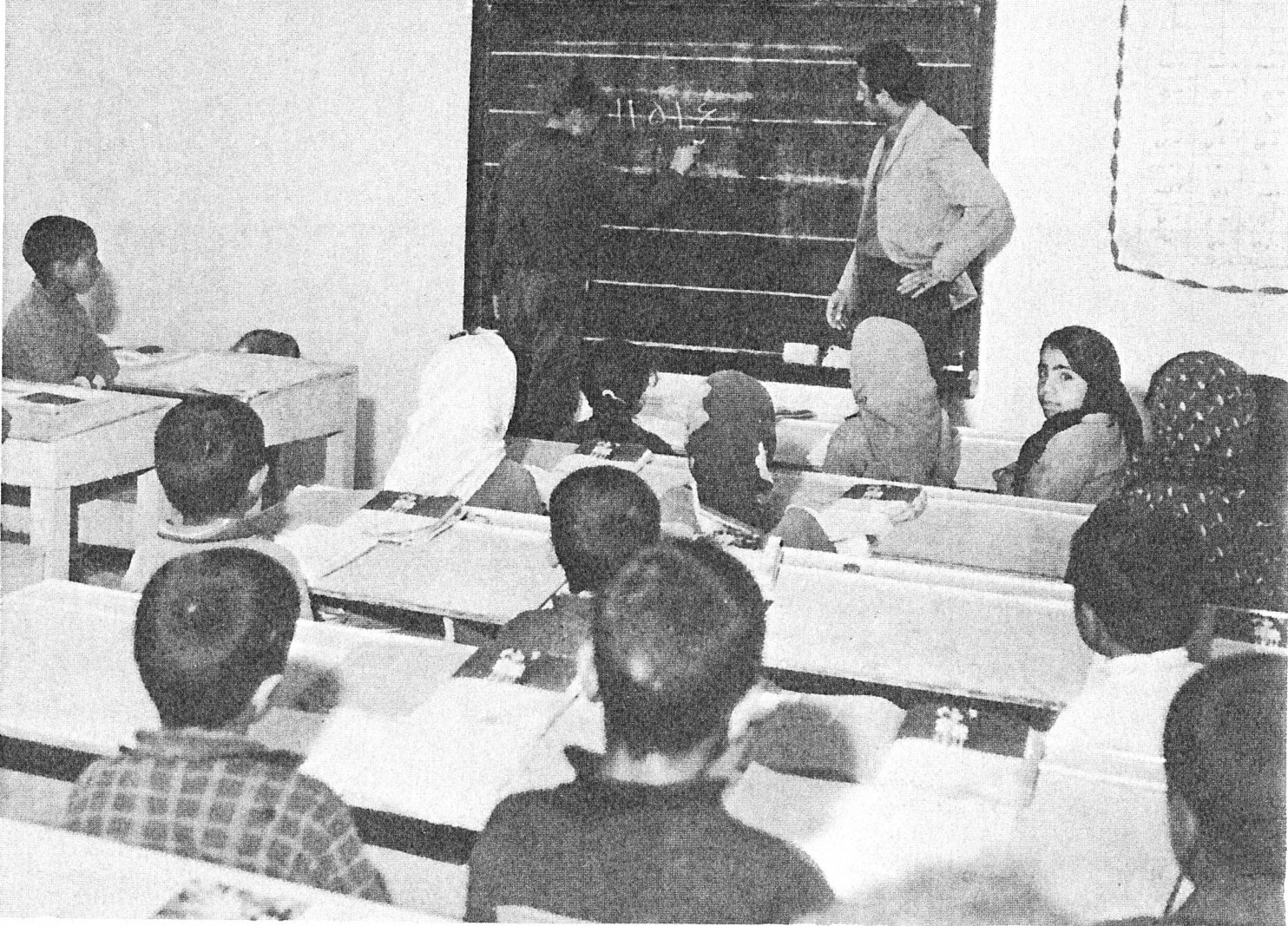
Koedukative Schule in Behkadeh Radschi

Behkadeh Radschi (international/englisch meist Behkadeh Raji, persisch بهکده راجی Behkade Rādschi, DMG Behkade Rāǧī) ist das erste Leprosorium, das als sich wirtschaftlich selbst versorgendes, eigenständiges Dorf errichtet wurde. Es entstand 1961 auf aktives Betreiben von Farah Pahlavi im Iran und wird vom Leprahilfswerk Iran (جمعیت کمک به جذامیان, DMG Ǧamʿiyat-e Komak be Ǧoẕāmiyān, oft Jamiyat-e Komak be Jozamian) geleitet. Ziel des Dorfkonzeptes war es, nicht nur eine optimale Versorgung der Leprakranken zu erreichen, sondern durch das Zusammenleben von Kranken und Gesunden auch die Einstellung der Bevölkerung gegenüber den an Lepra Erkrankten und den Umgang mit ihnen zu verändern.

## Entstehungsgeschichte
Das Leprahilfswerk Iran (Dschamiyat-e Komak be Dschozamian) wurde von Abdol-Hossein Radschi (1902–1972) gegründet und viele Jahre geleitet. Es bot den Betroffenen und deren Familienangehörigen neben der medizinischen Hilfe auch soziale Dienste und finanzielle Unterstützung an. Farah Pahlavi übernahm kurz nach ihrer Heirat mit Schah Mohammad Reza Pahlavi als eine ihrer ersten offiziellen Aufgaben auf Bitte des ehemaligen Gesundheitsministers Abdol-Hossein Radschi den Vorsitz des Leprahilfswerks im Iran. Farah Pahlavi hatte bereits als Schülerin das Leid der Leprakranken im Iran in einem Vortrag an ihrem Gymnasium kennengelernt.
Die Situation der Leprakranken im Iran war bis Mitte der 1950er-Jahre desolat. Die wenigen Leprastationen des Landes wurden meist von christlichen Priestern und Nonnen geführt. Zahlreiche Leprakranke waren nach Mashhad zur Moschee von Imam Reza gepilgert, um für ihre Genesung zu beten. Die Moschee war eines der wichtigsten Pilgerzentren und bot den Kranken die Möglichkeit, durch Betteln ihren Lebensunterhalt zu sichern. Die Verwaltung von Maschhad wollte die Kranken allerdings wieder loswerden. Man errichtete 3 km von Maschhad entfernt eine Heilanstalt für Leprakranke, das Leprosorium Asayeshgah Mehrab Khane. In der Leprakolonie waren 900 Leprakranke untergebracht. Darüber hinaus wohnten 180 gesunde Kinder von leprakranken Müttern in der Kolonie ohne jede schulische Versorgung. Das Hauptgebäude war zwar mit modernen Geräten bis hin zu Wasserhähnen mit Lichtschranken ausgestattet, die Versorgung blieb dennoch hinter den international üblichen Standards zurück.
Nachdem Farah Pahlavi ihre Unterstützung für das „Leprahilfswerk Iran“ zugesagt hatte, wurden als erstes alle Leprakranken des Landes erfasst und in die erweiterte Leprastation nach Maschhad oder, sofern das nicht möglich war, in lokale Krankenhäuser zur stationären Behandlung gebracht. Im Rahmen einer wissenschaftlichen Feldstudie wurde die regionale Verbreitung der Lepra und der Stand der ärztlichen Versorgung untersucht. Es stellte sich heraus, dass sowohl die Bevölkerung als auch die meisten Ärzte nur unzureichend über die Krankheit informiert waren.
Die Empfehlung der Weltgesundheitsorganisation WHO, die Leprakranken in ihren Dörfern vor Ort zu behandeln, um eine soziale Ausgrenzung der Erkrankten zu vermeiden, war nicht zu realisieren, da die Dorfbewohner aus Angst vor Ansteckung die Erkrankten nicht in ihrer Dorfgemeinschaft duldeten. Das führte zu der Idee, für die Erkrankten ein eigenes Dorf zu errichten, das sich – soweit möglich – wirtschaftlich selbst versorgen sollte, um den Erkrankten ein selbstbestimmtes Leben zu ermöglichen.

## Aufbau und Funktionsweise

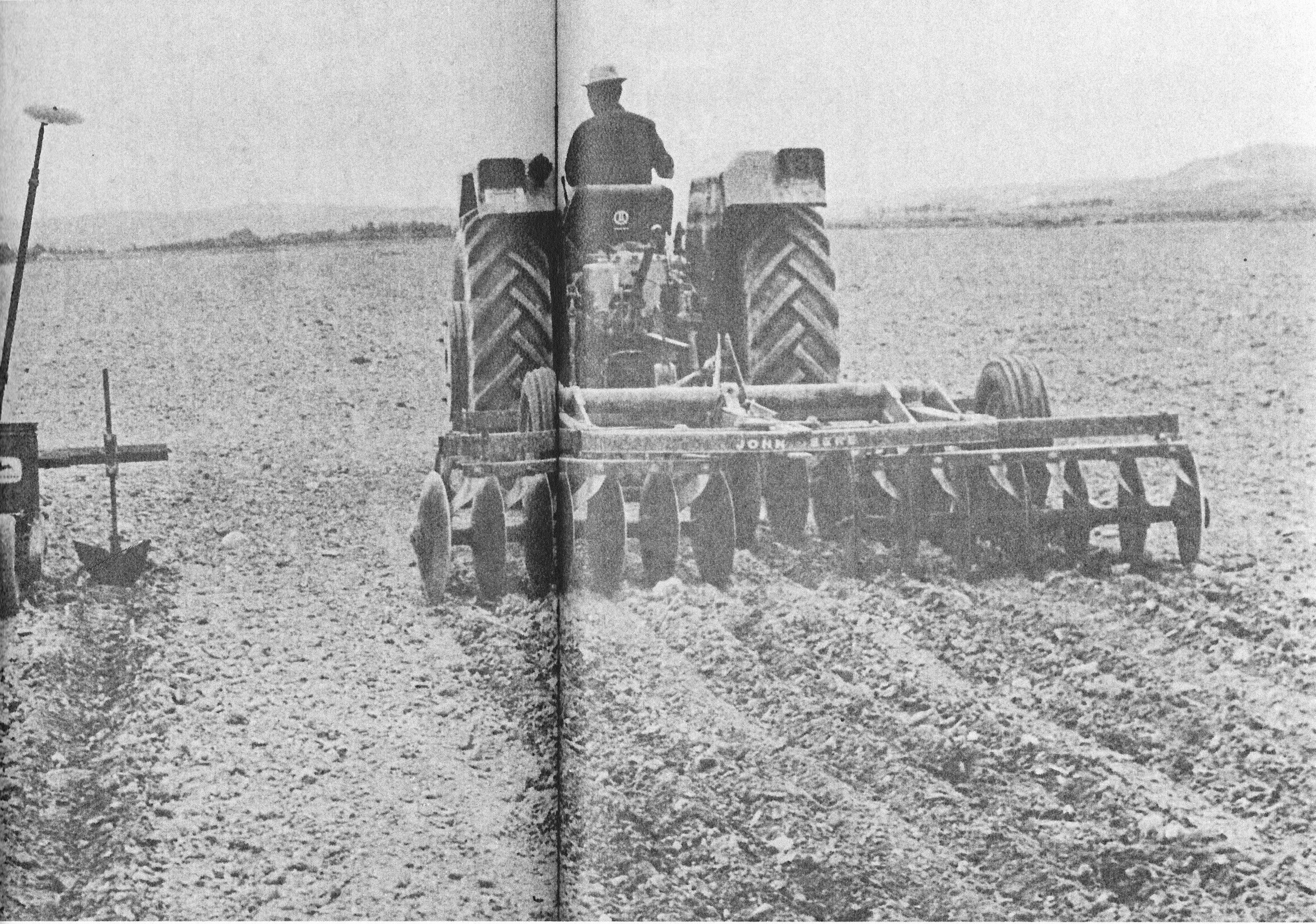
Landwirtschaftlicher Betrieb in Behkadeh Radschi

Schah Mohammad Reza Pahlavi überschrieb dem iranischen Leprahilfswerk aus seinem Privatbesitz Ländereien (30.000 ha) in Gorgan, 450 km nordöstlich von Teheran. Dort wurde das Dorf Deh Kadeh mit über dreihundert Häusern einschließlich Krankenhaus, Grundschule, Bibliothek, Kino, Polizeirevier, Restaurant, einem öffentlichen Bad, Handwerksbetrieben, landwirtschaftlichen Einrichtungen, Tankstelle, Autowerkstatt, einer Strickerei für Strümpfe und Socken sowie einer Teppichknüpferei gebaut. Bewässerungsanlagen für Felder, Obst- und Gemüsegärten wurden angelegt. Als Grundlage zur wirtschaftlichen Selbstversorgung erhielt jeder Einwohner drei Schafe. Ein Schafzüchter gab Kurse in der Schafzucht. Die Dorfgemeinschaft besaß ein Weidegelände von 24 Hektar.
Die medizinische Ausstattung des Krankenhauses von Behkadeh Radschi wurde durch eine Spende des Deutschen Aussätzigen-Hilfswerks finanziert. Die medizinische Versorgung übernahmen iranische Ärzte. Darüber hinaus kamen freiwillige Ärzte aus Pakistan, Indien, Frankreich und der Schweiz nach Deh Kadeh, um mit Hilfe plastischer Operationen die entstellten Gesichter, Hände und Beine der Kranken soweit möglich wiederherzustellen.
Da die landwirtschaftliche Produktion der geheilten Leprakranken aus Behkadeh Radschi den Eigenbedarf überstieg, wurden die Überschüsse wie beispielsweise Kartoffeln oder Baumwolle auf den Märkten der Umgebung verkauft.
Das Dorf wuchs nicht nur durch den Zuzug von Kranken. Immer mehr Gesunde aus der Umgebung arbeiteten in den Einrichtungen des Dorfes für ihren eigenen Lebensunterhalt oder kamen ins Kino oder zum Essen ins Dorfrestaurant. Mit der Errichtung des Dorfes, das den Namen Behkadeh Radschi erhielt, war es gelungen, nicht nur die medizinische Versorgung der Leprakranken zu verbessern, sondern auch deren soziale Ausgrenzung aufzuheben.
Im Rahmen des Programms für Mitarbeiterbeteiligung der Weißen Revolution wurde 1975 eine Aktiengesellschaft zur Verwertung der Produkte von Behkadeh Radschi gegründet.

## Behkadeh Radschi heute
Das Dorf wurde nach der Islamischen Revolution in Behkadeh Razavi umbenannt. Mariam Khodadadian berichtete über den Zustand des Dorfes im Jahr 2003: 

„Behkadeh Raji, eines der schönsten Dörfer Irans, liegt heute wie verlassen da. Das Krankenhaus des Dorfes, das als bestes Krankenhaus der Region galt, ist nur noch alle zwei Tage für wenige Stunden geöffnet. Die medizinische Versorgung der Leprakranken wird von einem Allgemeinmediziner vorgenommen. Die Strickerei und die Teppichknüpferei, in denen die Frauen des Dorfes gearbeitet hatten, sind geschlossen. Das Kino wurde zunächst in einen Sportclub umgewandelt, der dann ebenfalls geschlossen wurde. Die Bibliothek des Dorfes hat kein Geld mehr für Neuerwerbungen und wird nicht mehr besucht. Die Polizeistation wurde geschlossen. Die Bank des Dorfes wurde geschlossen, da die wirtschaftliche Tätigkeit des Dorfes weitgehend zum Erliegen gekommen ist. Die meisten Häuser des Dorfes müssten dringend in Stand gesetzt werden. Die frühere Zusage, dass die Familien der Leprakranken in den Häusern unbefristet wohnen können, wurde widerrufen. Die Familien, die bislang in Behkadeh Raji gewohnt haben, mussten notariell beglaubigen, dass sie keine Rechte an den Häusern haben. Die Schlüssel für die Häuser wurden eingezogen. Die Einwohner beschwerten sich darüber, dass die Leprakranken die Häuser abgeben mussten, die Schah Mohammad Reza Pahlavi für sie gebaut hatte. Inzwischen haben die Leprakranken ihre wirtschaftliche Selbständigkeit verloren und sehen sich wieder als Bettler. Die Aktienanteile der Aktiengesellschaft von Behkadeh Raji wurden beschlagnahmt. Die 30.000 ha Land, die der Gesellschaft gehörten, wurden ebenfalls beschlagnahmt. Viele Leprakranke sind wieder zu gezwungen zu betteln, da sie kein eigenes Einkommen mehr erzielen.“

## Leprahilfswerk Iran
Neben der Gründung und Betreuung des Leprosiums Behkadeh, das zu Ehren von Abdol-Hossein Radschi seinen Namen trug, unterstützte das Leprahilfswerk Iran (Jamiyat-e Komak be Jozamian) Leprakranke und deren Familienangehörigen im ganzen Land. Die medizinische Hilfe umfasste die direkte medizinische Behandlung sowie Rehabilitationsmaßnahmen. Das Leprahilfswerk hatte durch die vertraglich vereinbarte Zusammenarbeit mit einem französischen Leprainstitut personelle Unterstützung durch einen französischen Facharzt, einen plastischen Chirurgen, einen Augenarzt, Labor- und Pflegepersonal und einen Physiotherapeuten erhalten. Das Leprahilfswerk Iran arbeitete eng mit dem iranischen Gesundheitsministerium zusammen.

## Darstellung im Film
Über Baba Baghi, ebenfalls ein eigenständiges Dorf mit Leprakranken, drehte die Lyrikerin Forugh Farrochzad einen bewegenden Film mit dem Titel Chāneh siyāh ast („Das Haus ist schwarz“), der 1963 den Großen Preis der Internationalen Kurzfilmtage Oberhausen gewann.